# Tamara McKinney
Tamara Price McKinney (ur. 16 października 1962 w Lexington) – amerykańska narciarka alpejska, czterokrotna medalistka mistrzostw świata oraz zdobywczyni Pucharu Świata.

## Kariera
Pierwsze punkty do klasyfikacji generalnej Pucharu Świata wywalczyła 10 grudnia 1978 roku w Piancavallo, zajmując trzecie miejsce w slalomie. Tym samym nie tylko zdobyła punkty, ale od razu stanęła na podium, w zawodach tych ulegając jedynie swej rodaczce Abigail Fisher i Francuzce Perrine Pelen. Pierwsze zwycięstwo w zawodach pucharowych odniosła 22 stycznia 1980 roku w Nendaz, gdzie wygrała rywalizację w gigancie, pokonując Hanni Wenzel z Liechtensteinu i Irene Epple z RFN.
Łącznie 45 razy stawała na podium zawodów tego cyklu, odnosząc przy tym kolejne 17 zwycięstw: 24 stycznia 1981 roku w Les Gets, 8 marca 1981 roku w Aspen, 23 stycznia 1983 roku w St. Gervais, 9 i 10 marca 1983 roku w Waterville Valley, 12 marca 1983 roku w Vail, 11 marca 1984 roku w Waterville Valley i 21 marca 1984 roku w Zwiesel była najlepsza w gigantach, a 10 grudnia 1982 roku w Limone, 11 stycznia 1983 roku w Davos, 20 marca 1983 roku w Furano, 10 marca 1984 roku w Waterville Valley, 24 marca 1984 roku w Oslo, 5 stycznia 1985 roku w Mariborze, 16 marca 1985 roku w Waterville Valley, 18 grudnia 1986 roku w Courmayeur i 11 stycznia 1987 roku w Mellau triumfowała w slalomach.
Najlepsze wyniki osiągnęła w sezonie 1982/1983, kiedy zwyciężyła w klasyfikacji generalnej i klasyfikacji giganta, a w klasyfikacjach slalomu była trzecia. W sezonie 1983/1984 była trzecia w klasyfikacji generalnej, zwyciężyła w klasyfikacji slalomu, a w klasyfikacji giganta była druga. Ponadto w sezonach 1984/1985 i 1986/1987 była druga w slalomie, a w sezonie 1988/1989 zajęła w tej klasyfikacji trzecie miejsce.
W 1982 roku wystąpiła na mistrzostwach świata w Schladming, gdzie była szósta w gigancie, a rywalizacji w slalomie nie ukończyła. Na rozgrywanych trzy lata później mistrzostwach świata w Bormio zajęła trzecie miejsce w kombinacji, ulegając tylko Erice Hess ze Szwajcarii i Austriaczce Sylvii Eder. Wynik ten powtórzyła podczas mistrzostw świata w Crans-Montana, ponownie plasując się za Hess i Eder. Największe sukcesy osiągnęła na mistrzostwach świata w Vail w 1989 roku, gdzie zdobyła dwa medale. Najpierw zwyciężyła w kombinacji, wyprzedzając bezpośrednio dwie Szwajcarki: Vreni Schneider i Brigitte Oertli. Pięć dni później zajęła trzecie miejsce w slalomie, w którym lepsze były tylko Mateja Svet z Jugosławii i Vreni Schneider.
Jej debiutem olimpijskim były starty w gigancie i slalomie podczas igrzysk w Lake Placid w 1980 roku. Obu konkurencji nie ukończyła, kończąc rywalizację w pierwszych przejazdach. Na rozgrywanych cztery lata później igrzyskach olimpijskich w Sarajewie po pierwszym przejeździe giganta zajmowała ósme miejsce, tracąc do prowadzącej Christin Cooper 1,24 s. W drugim przejeździe McKinney osiągnęła najlepszy wynik, co jednak dało jej czwarty łączny czas. Walkę o podium przegrała z Perrine Pelen o 0,43 s. Brała też udział w igrzyskach w Calgary w 1988 roku, gdzie ponownie nie ukończyła slalomu i giganta.

## Osiągnięcia

### Igrzyska olimpijskie
| Miejsce | Dzień     | Rok  | Miejscowość | Konkurencja | Czas biegu | Strata | Zwyciężczyni     |
| ------- | --------- | ---- | ----------- | ----------- | ---------- | ------ | ---------------- |
| DNF1    | 21 lutego | 1980 | Lake Placid | Gigant      | 2:41,66    | –      | Hanni Wenzel     |
| DNF1    | 23 lutego | 1980 | Lake Placid | Slalom      | 1:25,09    | –      | Hanni Wenzel     |
| 4.      | 13 lutego | 1984 | Sarajewo    | Gigant      | 2:20,98    | +0,85  | Debbie Armstrong |
| DNF1    | 13 lutego | 1984 | Sarajewo    | Slalom      | 1:36,47    | –      | Paoletta Magoni  |
| DNF1    | 24 lutego | 1988 | Calgary     | Gigant      | 2:06,49    | –      | Vreni Schneider  |
| DNF1    | 26 lutego | 1988 | Calgary     | Slalom      | 1:36,69    | –      | Vreni Schneider  |

### Mistrzostwa świata
| Miejsce | Dzień       | Rok  | Miejscowość   | Konkurencja | Czas biegu | Strata     | Zwyciężczyni    |
| ------- | ----------- | ---- | ------------- | ----------- | ---------- | ---------- | --------------- |
| DNF1    | 21 lutego   | 1980 | Lake Placid   | Gigant      | 2:41,66    | –          | Hanni Wenzel    |
| DNF1    | 23 lutego   | 1980 | Lake Placid   | Slalom      | 1:25,09    | –          | Hanni Wenzel    |
| 6.      | 2 lutego    | 1982 | Schladming    | Gigant      | 2:37,17    | +1,60      | Erika Hess      |
| DNF1    | 6 lutego    | 1982 | Schladming    | Slalom      | 1:41,60    | –          | Erika Hess      |
| 3.      | 4 lutego    | 1985 | Bormio        | Kombinacja  | 18,72 pkt  | +25,73 pkt | Erika Hess      |
| DNF1    | 6 lutego    | 1985 | Bormio        | Gigant      | 2:18,53    | –          | Diann Roffe     |
| DNF1    | 9 lutego    | 1985 | Bormio        | Slalom      | 1:29,58    | –          | Perrine Pelen   |
| 3.      | 30 stycznia | 1987 | Crans-Montana | Kombinacja  | 15,32 pkt  | +9,09 pkt  | Erika Hess      |
| 18.     | 5 lutego    | 1987 | Crans-Montana | Gigant      | 2:21,22    | +5,33      | Vreni Schneider |
| DNF1    | 7 lutego    | 1987 | Crans-Montana | Slalom      | 1:33,30    | –          | Erika Hess      |
| 1.      | 2 lutego    | 1989 | Vail          | Kombinacja  | 5,65 pkt   | –          | –               |
| 3.      | 7 lutego    | 1989 | Vail          | Slalom      | 1:30,88    | +0,78      | Mateja Svet     |
| DNF1    | 11 lutego   | 1989 | Vail          | Gigant      | 2:29,37    | –          | Vreni Schneider |

### Puchar Świata

#### Miejsca w klasyfikacji generalnej
- sezon 1978/1979: 25.
- sezon 1979/1980: 14.
- sezon 1981/1982: 9.
- sezon 1982/1983: 1.
- sezon 1983/1984: 3.
- sezon 1984/1985: 8.
- sezon 1985/1986: 24.
- sezon 1986/1987: 6.
- sezon 1987/1988: 54.
- sezon 1988/1989: 11.

#### Zwycięstwa w zawodach Pucharu Świata
1. Nendaz – 22 stycznia 1981 (gigant)
2. Les Gets – 24 stycznia 1981 (gigant)
3. Aspen – 8 marca 1981 (gigant)
4. Limone – 10 grudnia 1982 (slalom)
5. Davos – 11 stycznia 1983 (slalom)
6. St. Gervais – 23 stycznia 1983 (gigant)
7. Waterville Valley – 9 marca 1983 (gigant)
8. Waterville Valley – 10 marca 1983 (gigant)
9. Vail – 12 marca 1983 (gigant)
10. Furano – 20 marca 1983 (slalom)
11. Waterville Valley – 10 marca 1984 (slalom)
12. Waterville Valley – 11 marca 1984 (gigant)
13. Zwiesel – 21 marca 1984 (gigant)
14. Oslo – 24 marca 1984 (slalom)
15. Maribor – 5 stycznia 1985 (slalom)
16. Waterville Valley – 16 marca 1985 (slalom)
17. Courmayeur – 18 grudnia 1986 (slalom)
18. Mellau – 11 stycznia 1987 (slalom)

- 18 zwycięstw (9 slalomów i 9 gigantów)

#### Pozostałe miejsca na podium
1. Piancavallo – 10 grudnia 1978 (slalom) – 3. miejsce
2. Wysokie Tatry – 8 marca 1980 (slalom) – 3. miejsce
3. Schruns – 13 stycznia 1981 (slalom) – 3. miejsce
4. Les Gets – 27 stycznia 1981 (kombinacja) – 2. miejsce
5. Zwiesel – 4 lutego 1981 (gigant) – 3. miejsce
6. Val d’Isère – 4 grudnia 1981 (gigant) – 3. miejsce
7. Pila – 10 grudnia 1981 (gigant) – 3. miejsce
8. Waterville Valley – 3 marca 1982 (slalom) – 3. miejsce
9. Waterville Valley – 4 marca 1982 (gigant) – 3. miejsce
10. L’Alpe d’Huez – 21 marca 1982 (slalom) – 3. miejsce
11. L’Alpe d’Huez – 21 marca 1982 (gigant) – 2. miejsce
12. Val d’Isère – 8 grudnia 1982 (gigant) – 2. miejsce
13. Val d’Isère – 8 grudnia 1982 (kombinacja) – 2. miejsce
14. Verbier – 9 stycznia 1983 (supergigant) – 3. miejsce
15. Waterville Valley – 8 marca 1983 (slalom) – 2. miejsce
16. Kranjska Gora – 1 grudnia 1983 (slalom) – 2. miejsce
17. Bad Gastein – 14 stycznia 1984 (kombinacja) – 3. miejsce
18. Maribor – 15 stycznia 1984 (slalom) – 2. miejsce
19. Zwiesel – 20 marca 1984 (slalom) – 2. miejsce
20. Santa Caterina – 17 grudnia 1984 (gigant) – 2. miejsce
21. Arosa – 25 stycznia 1985 (slalom) – 2. miejsce
22. Park City – 30 listopada 1986 (slalom) – 2. miejsce
23. Courmayeur – 17 grudnia 1986 (slalom) – 2. miejsce
24. Altenmarkt – 16 grudnia 1988 (slalom) – 3. miejsce
25. Maribor – 3 stycznia 1989 (slalom) – 3. miejsce
26. Grindelwald – 15 stycznia 1989 (slalom) – 2. miejsce
27. Furano – 3 marca 1989 (slalom) – 3. miejsce